# Тисовичка (річка)
Ти́совичка — річка у Самбірському районі Львівської області, права притока Дністра (басейн Чорного моря).

## Опис
Довжина річки приблизно 5 км . Висота витоку над рівнем моря — 552 м, висота гирла —408 м, падіння річки — 144 м, похил річки — 28,8 м/км. Формується з багатьох безіменних струмків.

## Розташування
Бере початок у лісовому масиві на північно-західній околиці села Тисовиці і тече через нього переважно на південний схід. На південно-західній околиці села Стрілки впадає у річку Дністер.